# 684
684 (DCLXXXIV) fue un año bisiesto comenzado en viernes del calendario juliano, en vigor en aquella fecha.

## Acontecimientos
- 10 de enero:[1] Ascenso al trono de K'inich Kan Balam II (Chan-Bahlum II) en la ciudad maya de Palenque.
- 14 de noviembre: se inicia el XIV Concilio de Toledo.
- 29 de noviembre: en Japón se registra un fuerte terremoto de 8,4 que provoca un gran tsunami.
- Benedicto II sucede a León II como papa. Morirá un año después.

## Nacimientos
- Nagaya, príncipe japonés.

## Fallecimientos
- Filiberto de Tournus, monje.